# I den vita staden
För andra betydelser, se Den vita staden.
I den vita staden (franska: Dans la ville blanche) är en schweizisk dramafilm från 1983 av den schweiziske regissören Alain Tanner. 

## Handling
En sjöman, Paul, går i land i Lissabon i Portugal, där han träffar Rosa som arbetar på en bar. Han blir kvar, och medan han driver runt i staden spelar han in filmer som han skickar hem till sin fru (?) i Schweiz.

## Rollista
- Bruno Ganz – Paul
- Teresa Madruga – Rosa
- Julia Vonderlinn – Élisa / den schweiziska kvinnan
- José Carvalho – barägaren
- Francisco Baião – tjuven med kniv
- José Wallenstein – den andre tjuven
- Victor Costa – kyparen
- Lídia Franco – barflickan
- Pedro Efe – vännen på restaurangen
- Cecília Guimarães – damen på tåget
- Joana Vicente – den unga kvinnan på tåget